# James Bond 007: Everything or Nothing
James Bond 007: Everything or Nothing es un videojuego de James Bond protagonizado por Pierce Brosnan, Willem Dafoe, Shannon Elizabeth, Heidi Klum, Richard Kiel, John Cleese, Mya, Misaki Itō y Judi Dench.
El juego fue publicado por Electronic Arts en el año 2004 para PlayStation 2, GameCube, Xbox y Game Boy Advance.

## Personajes
- James Bond (Pierce Brosnan): el agente 007 del MI6.
- Nikolai Diavolo (Willem Dafoe): antiguo de aprendiz de Max Zorin, fallecido enemigo de 007, busca venganza por la muerte de su tutor.
- Serena Saint Germain (Shannon Elizabeth): geóloga estadounidense asentada en Perú, por sus conocimientos sobre el lugar, 007 se interesa en ella.
- Dra. Katya Nadanova (Heidi Klum) : una brillante científica. Trabajó en un proyecto de nanotecnología en la universidad de Oxford, traiciona a Bond y se vuelve compañera de Diavolo.
- Tiburón (Richard Kiel): el viejo enemigo de 007 regresa ahora al lado de Diavolo.
- M (Judi Dench): líder del MI6, jefa de Bond.
- Q (John Cleese): el científico mecánico que proporciona armas a Bond.
- Señorita Nagai (Misaki Itō).
- Mya (Mýa): agente doble de la NSA que ayuda a Bond
- 003: compañero de bond que es asesinado por Diavolo.

## Localidades
- Egipto: Bond intenta rescatar a la Dra. Nadanova
- Perú: Bond busca a una geóloga americana por sus descubrimientos de platino en una mina peruana.
- Nueva Orleans: Bond se infiltra en un centro nocturno.
- Moscú: El escenario de la escena final entre Bond y Diavolo.

## Vehículos
- Aston Martin V12 Vanquish.
- Porsche Cayenne turbo.
- Triumph Daytona 600.
- Moto de montaña: la consigues en una misión que te dan a elegir entre el Porsche y esa moto.

## Final
Bond vence a Diavolo al hacerlo caer de la plataforma de activación de un misil nuclear mandado a Londres.
- Datos: Q161202